# Yaharchī
Yaharchī (persiska: یهرچی) är en ort i Iran.   Den ligger i provinsen Östazarbaijan, i den nordvästra delen av landet, 400 km väster om huvudstaden Teheran. Yaharchī ligger 1 964 meter över havet och antalet invånare är 105.
Terrängen runt Yaharchī är platt söderut, men norrut är den kuperad. Runt Yaharchī är det ganska glesbefolkat, med 22 invånare per kvadratkilometer. Närmaste större samhälle är Īmeshjeh, 18,6 km öster om Yaharchī. Trakten runt Yaharchī består i huvudsak av gräsmarker.